# Маріо Дюмон
Ма́ріо Дюмо́н (фр. Mario Dumont; нар. 19 травня 1970, Какуна) — квебекський політик.
Народився 19 травня 1970 року у містечку Какуна (околиці міста Рів'єр-дю-Лю, Ба-Сен-Лоран, Квебек).
Зі школи мріяв стати прем'єр-міністром Квебеку.
На початку 1990х був лідером молодіжної організації Ліберальної партії Квебеку, але залишив її через конфлікт з тодішнім керівництвом.
У 1994 році заснував партію Демократична дія Квебеку (фр. Action démocratique du Québec). Стоїть на правоцентристських засадах і виступає за автономію Квебеку у складі Канади.
Дюмона часто звинувачують у демагогії та популізмі. Критики зауважують, що він занадто часто змінює позицію, у залежності від «моди». На приклад, починаючи з 2006 року він вимагає скасувати поступки для релігійних меншин, тоді як у 1999 році він пропонував створення окремих навіть шкіл для дітей представників кожної релігії — зокрема, окремі школи для мусульман, юдеїв, буддистів тощо.
У 2006—2007 роках підвищив свою популярність, захищаючи національну ідентичність квебекців і їхні традиції, але водночас налаштував проти себе деяких громадян не-франкоканадського походження, які боялися, що ця компанія призведе до підвищення шовінізму (у цей період дійсно посились шовіністичні тенденції). На хвилі розпочатої ним дискусії щодо самоідентифікації квебекського народу, Демократична дія добилася добрих результатів на березневих виборах 2007 року: її підтримав 31 % населення і від неї було обрано 41 депутат. Сам Дюмон став лідером Офіційної опозиції у Національній асамблеї (парламенті Квебеку).
Проте вже наступного року, на виборах 8 грудня 2008, Демократична дія зазнала страшної поразки: було обрано лише 7 депутатів.
Внаслідок цього, 24 лютого 2009 Маріо Дюмон залишив керівництво партією.
Того ж року, він склав депутатський мандат.
Працює телеведучим на комерційному телевізійному каналі TQS. Веде авторську програму.